# Theydon Mount
Theydon Mount en gång känd som Theydon Paulyn, Theydon Lessington, Theydon Briwes eller Theydon Parva (Little Theydon) är en by och en civil parish i Epping Forest i Essex i England. Orten har 163 invånare (2001).